# BMW F20
La BMW F20 è un'autovettura di segmento C che identifica la versione a 5 porte della seconda generazione della BMW Serie 1, prodotta dal 2011 al 2019 dalla casa automobilistica tedesca BMW. La variante a 3 porte, subentrata in un secondo momento nella gamma, ha preso la sigla di F21.

## Storia e profilo

### Debutto
La presentazione ufficiale al pubblico, avvenuta al Salone di Francoforte nel settembre 2011, è stata anticipata dalla presentazione alla stampa, avvenuta il 5 giugno dello stesso anno.

### Design e interni

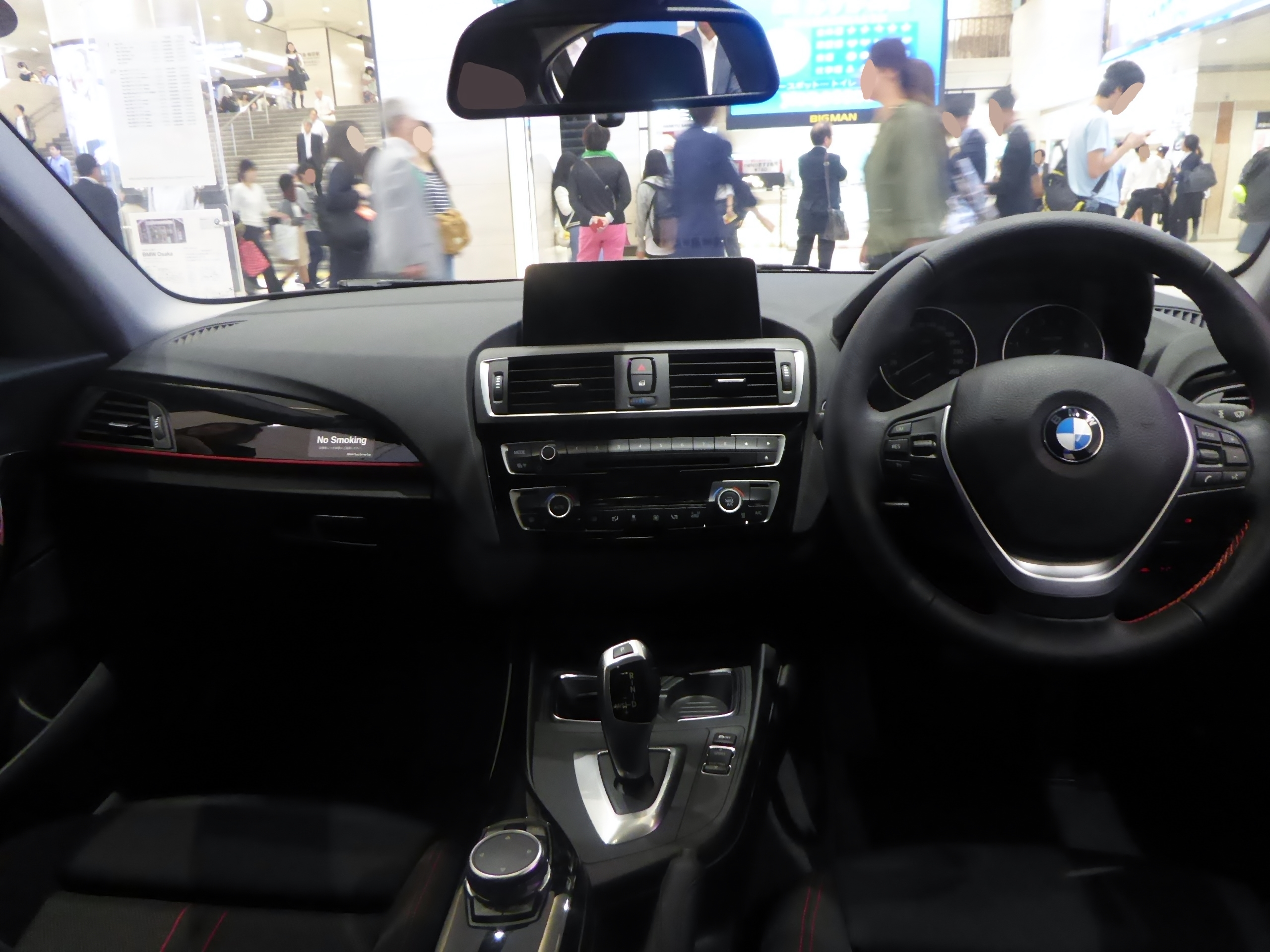
Interni di una BMW 120i Sport con guida a destra

In generale, le proporzioni della precedente Serie 1 vengono mantenute, come il lungo cofano motore che fa da contraltare all'abitacolo arretrato, il tutto volto a dare slancio alla linea. Gli spigoli vivi della E87 si sono fatti più smussati e arrotondati, una tendenza stilistica dettata non più da Chris Bangle, dimessosi un paio d'anni prima dalla BMW, ma dal suo successore Adrian van Hooydonk, subentrato al designer statunitense.
Il frontale della F20 rivela alcune tra le principali novità, come per esempio i gruppi ottici, sempre a doppia parabola, ma dal taglio triangolare che conferisce una particolare personalità alla vettura che fin dal suo esordio ha diviso nettamente tra sostenitori e detrattori. Un'altra particolare caratteristica del frontale della F20 sta nella calandra inclinata leggermente in avanti, un aspetto che sembra ricordare le BMW degli anni settanta. E ancora, il cofano motore è solcato da quattro nervature diagonali che confluiscono verso la calandra. La vista laterale evidenzia linee più dolci degli spigoli rispetto al precedente modello, mantenendo nel contempo quella tendenza a creare i particolari giochi di luci e ombre che hanno reso così particolari le BMW dell'ultimo decennio.

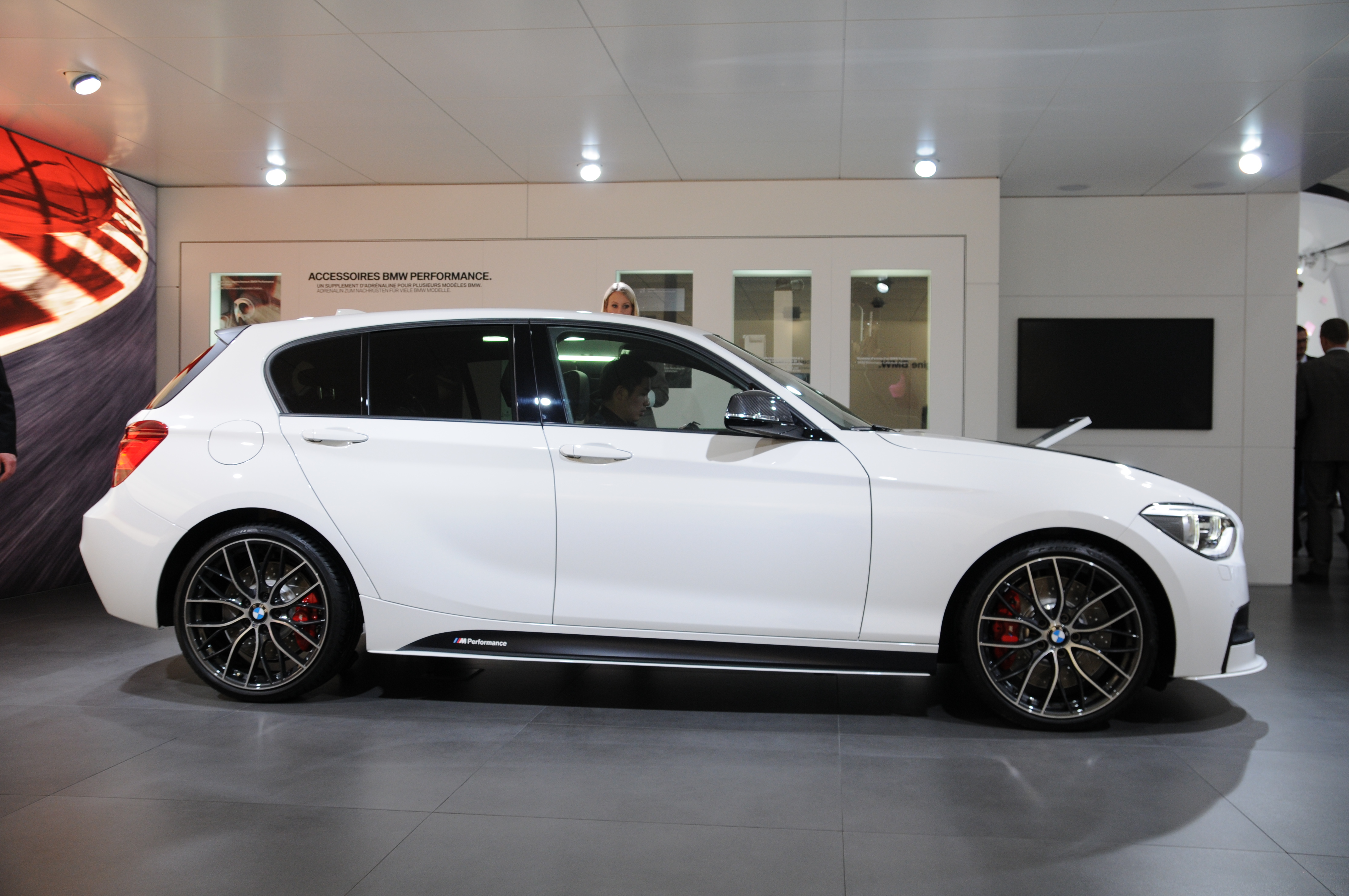
Linea laterale di una Serie 1 a 5 porte; notare gli sbalzi ridotti, il lungo cofano motore con abitacolo arretrato e il caratteristica forma dei vetri posteriori detta gomito di Hofmeister

Dalla vista laterale si osserva l'altro l'arrivo di un particolare stilistico e funzionale, quale l'indicatore di direzione integrato nel retrovisore esterno. Sono presenti elementi ormai immancabili, come l'Hofmeister-Knick e la nervatura laterale che passa in corrispondenza delle maniglie porta. La linea di cintura alta e il tetto digradante nella zona posteriore, danno un aspetto di maggiore sportività. Vista posteriormente, la F20 mostra la sua sportività grazie ai passaruota leggermente bombati e al piccolo spoiler sul tetto. I fari quadrangolari dagli spigoli smussati sono a led con grafica a strisce orizzontali.
L'abitacolo della F20 è una rivisitazione in chiave modernizzata dei concetti di ergonomia, eleganza e sportività necessari in una vettura appartenente al sotto-segmento premium. Ormai tipici e irrinunciabili sono il cockpit orientato verso il conducente e la presenza della manopola dell'iDrive in una porzione del tunnel separata stilisticamente dal resto del tunnel stesso, una soluzione che ricorda molto da vicino la ben più grande Serie 6 introdotta pochi mesi prima. Non mancano tuttavia soluzioni prettamente razionali, come il buon numero di tasche e vani portaoggetti. L'abitabilità da parte dei passeggeri è leggermente aumentata grazie al passo cresciuto di 3 cm, ma soprattutto è la capacità del bagagliaio ad aver beneficiato di un significativo aumento, portandosi a 360 litri.

### Struttura, meccanica e motori
La seconda generazione della Serie 1 nasce su un pianale progettato e realizzato per fare da base, con opportune modifiche e adattamenti, anche alla sesta generazione della Serie 3, siglata F30. Questa base meccanica, dall'ottimale ripartizione dei pesi, comprende carreggiate allargate di 5.1 cm anteriormente e di 7.2 cm posteriormente, sospensioni anteriori realizzate in lega di alluminio, con geometria a doppio snodo, e un retrotreno multilink a 5 bracci. L'impianto frenante prevede dischi su tutte e quattro le ruote ed è corredato dai dispositivi ABS, DSC ed ESP. Lo sterzo si avvale di un servocomando elettromeccanico, che a richiesta può essere integrato con un dispositivo in grado di variarne l'incidenza in funzione della velocità.
Al suo debutto, la F20 è equipaggiata con cinque motorizzazioni, due a benzina e tre a gasolio, tutte con sovralimentazione di tipo twin scroll e distribuzione bialbero in testa con fasatura Bi-VANOS e alzata variabili Valvetronic:
- 116i: motore N13 da 1598 cm³ della potenza di 136 CV;
- 118i: stesso motore della 116i, ma con potenza portata a 170 CV;
- 116d: motore N47D20 turbodiesel common rail da 1995 o 1598 (dal 2013) cm³ di cilindrata e con potenza massima di 116 CV;
- 118d: stesso motore della 116d, ma con potenza portata a 143 CV;
- 120d: stesso motore della 118d, ma con potenza portata a 184 CV e altri accorgimenti come iniettori e turbine più prestanti.

Il cambio è normalmente manuale a 6 marce, ma in opzione è possibile avere il cambio automatico a 8 rapporti e, come ulteriore opzione, con leve al volante.

### Allestimenti e dotazioni
In Italia, la F20 debutta in tre livelli di allestimento, tutti abbinabili a qualsiasi motorizzazione tra quelle disponibili:
- base, allestimento di attacco la cui dotazione di serie prevede: doppio airbag frontale, airbag laterali anteriori, airbag per la testa, climatizzatore manuale, ABS, DSC, ESP, computer di bordo, retrovisori esterni regolabili elettricamente e riscaldabili, sedili anteriori regolabili in altezza, volante regolabile in altezza e in profondità, cerchi in lega da 16", divano posteriore frazionabile, autoradio con lettore CD, vetri elettrici anteriori e posteriori, poggiatesta posteriori;
- Sport: allestimento superiore leggermente improntato in chiave sportiva, grazie a elementi come gli inserti in nero lucido sulla carrozzeria. La sua dotazione di serie prevede: cerchi in lega da 16", volante in pelle e sedili sportivi;
- Urban: livello di allestimento improntato maggiormente verso il lusso, ma sprovvisto di alcune caratteristiche presenti nelle versioni Sport, come i sedili sportivi e gli inserti in nero lucido, che in questo caso lasciano il posto a inserti cromati.

## Evoluzione

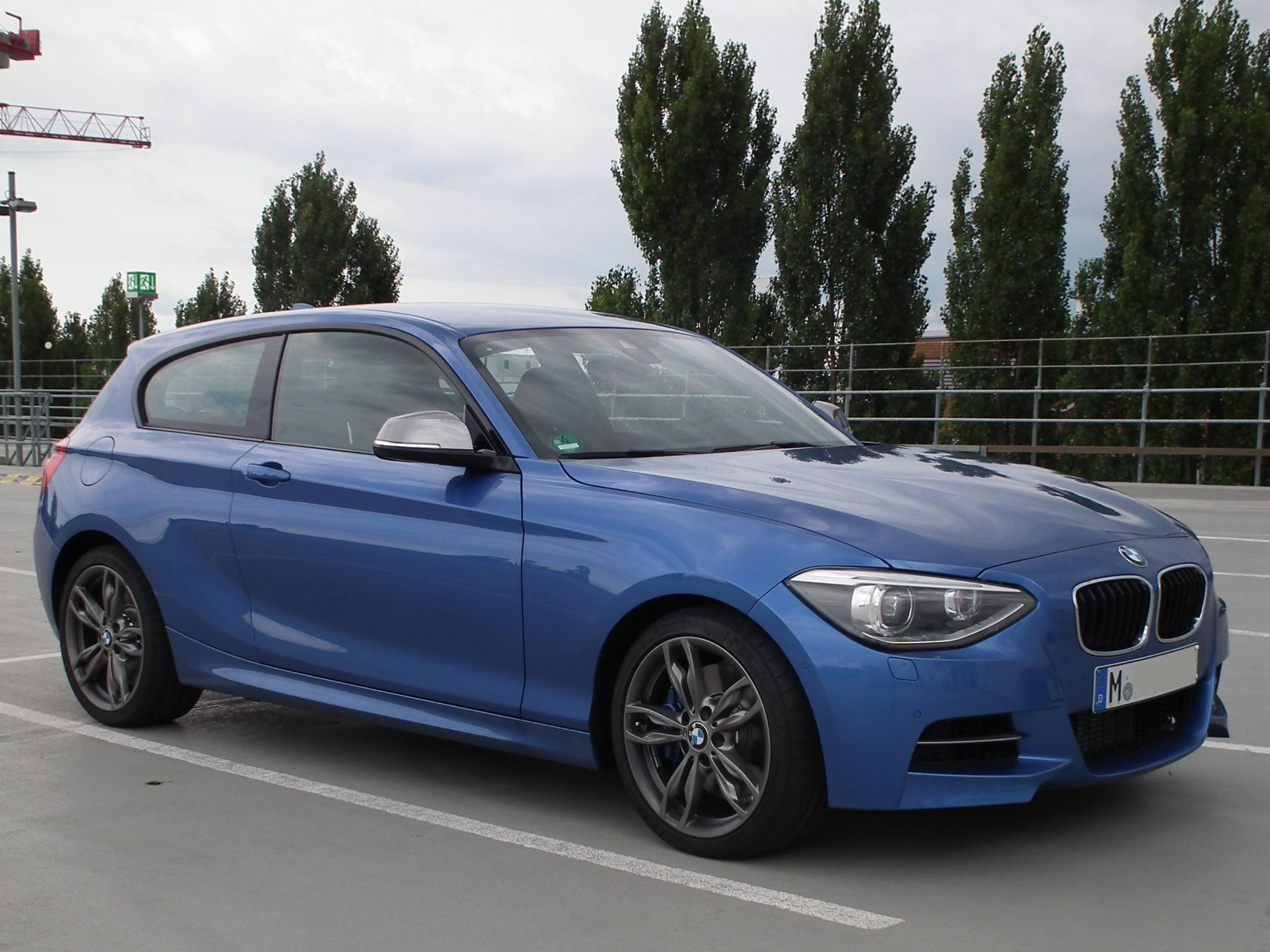
Una M135i xDrive

La produzione della nuova Serie 1 è stata avviata subito dopo la presentazione alla stampa, nella sola configurazione a 5 porte, mentre la commercializzazione è stata avviata il 17 settembre del 2011. Lo stabilimento di produzione è quello di Ratisbona, come nel caso della precedente Serie 1 a 5 porte.
Nel marzo del 2012, la gamma si amplia con l'arrivo di tre modelli, sempre a 5 porte: da una parte la 125i, spinta da una variante potenziata del 2 litri turbo N20, e che in questo caso raggiunge una potenza massima di 218 CV; un'altra novità per il marzo 2012 è rappresentata dalla 116d Efficient Dynamics, spinta dallo stesso motore 1598 della 114d, ma dotata di misure atte a contenere ulteriormente emissioni, consumi e maggior potenza. In questo modo, tale modello diviene la prima BMW a scendere sotto la soglia dei 100 grammi di CO2 per ogni chilometro percorso. La terza novità del marzo 2012 è invece la 125d, equipaggiata col 2 litri biturbo N47 in grado di raggiungere 218 CV di potenza massima. Inizialmente, tali novità non sono state proposte su tutti i mercati, ma solo su alcuni mercati tra cui quello tedesco e quello austriaco. In Italia, per esempio sarebbero arrivate solo tre mesi dopo. Nel mese di giugno viene avviata la produzione della F21, ossia della versione a 3 porte, che sancisce la scomparsa dai listini della precedente 3 porte conosciuta con la sigla E81. In tale occasione la gamma motori viene ampliata con l'arrivo del modello di base, la 114i (spinta da un 1.6 sovralimentato a bassa pressione e con potenza di 102 CV) e della versione di punta, la M135i (equipaggiata dal potente 3 litri turbo da 320 CV, montato anche sulle F12 ed F13). Non solo, ma anche un'altra novità tecnologica ha fatto la sua comparsa, vale a dire la trazione integrale xDrive, la quale per la prima volta va ad applicarsi a una BMW di segmento C. I modelli previsti con tale nuova soluzione tecnica sono due: la top di gamma M135i e la 120d, le quali possono però essere sempre ordinate anche con trazione posteriore. Nell'autunno dello stesso anno, un'altra versione di base, questa volta a gasolio, è andata ad arricchire la gamma: la 114d, spinta dallo stesso motore dei modelli 116d Efficient Dynamics, ma depotenziato da 116 a 95 CV.
Gli aggiornamenti successivi si sono avuti nel luglio del 2013, quando a listino compare la 118d xDrive: con questo modello la trazione integrale fa la sua comparsa anche nella fascia bassa della gamma F20. Il motore è lo stesso della normale versione a trazione posteriore.

### Il restyling del 2015

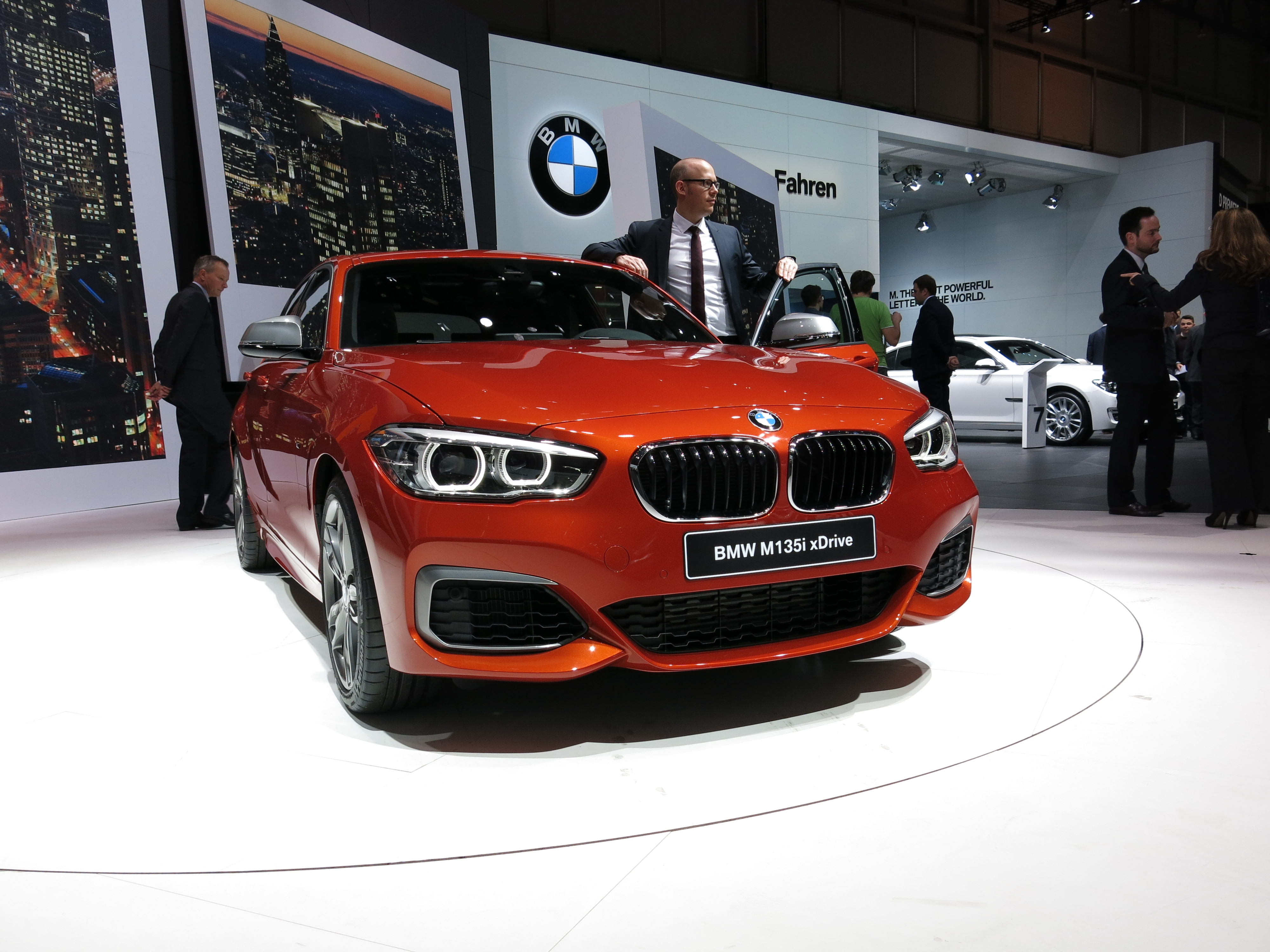
BMW M135i xDrive restyling al salone di Ginevra del 2015

Al Salone di Ginevra del 2015 è stato presentato il restyling della F20: gli aggiornamenti prevedono un nuovo design del frontale, che adotta una nuova calandra e nuovi gruppi ottici con nuove luci diurne ad anello. Anche la parte posteriore è stata rivista e ora monta nuovi fari posteriori dal disegno a "L" rovesciata, in modo da uniformarsi allo stile delle restante gamma BMW. Anche i gruppi ottici posteriori integrano la tecnologia a LED.

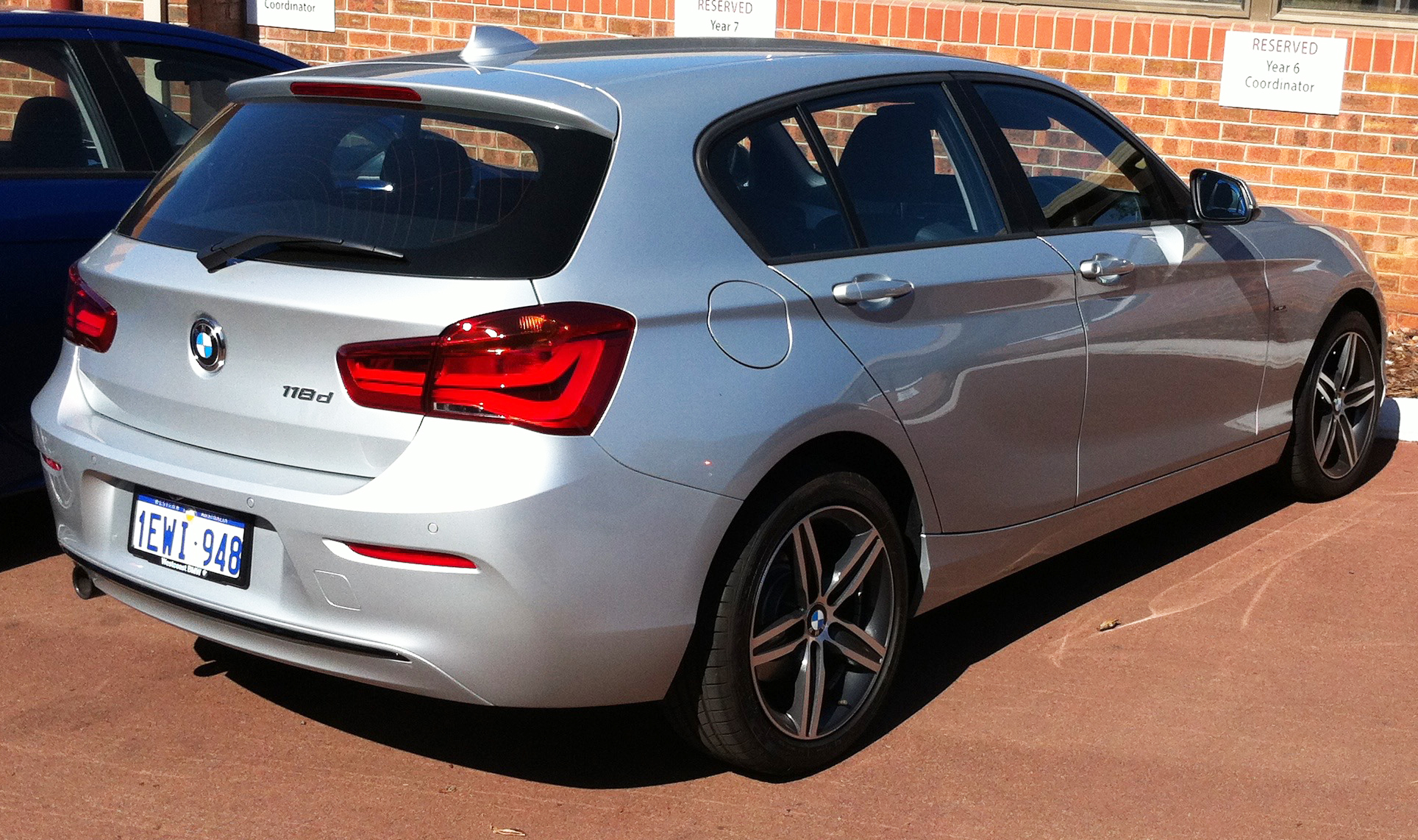
BMW Serie 1 restyling 2015, vista posteriore

Novità consistenti anche per quanto riguarda la gamma motori, dove la top di gamma M135i vede la propria potenza salire da 320 a 326 CV, ma soprattutto dove si ha il debutto di nuove e inedite (per la Serie 1) motorizzazioni a 3 cilindri, B38 a benzina e B37 a gasolio. In particolare, la precedente 114i è stata sostituita da una nuova 116i sotto il cui cofano viene montato un tre cilindri da 1.5 litri con potenza massima di 109 CV. La precedente 116i viene invece ribattezzata 118i, ma nei primi mesi mantiene il vecchio motore da 136 CV, sia pur leggermente aggiornato. Solo nell'estate del 2015 a esso subentra il nuovo 1.5 turbo da 136 CV. Quanto alla vecchia 118i da 170 CV, essa viene sostituita dalla 120i con motore da 177 CV. Quest'ultima mantiene invece il vecchio 1.6 N13 senza ulteriori tentennamenti. Anche sul fronte diesel è presente un tre cilindri, sempre da 1.5 litri, con potenza di 95CV per la 114d e di 116 CV per la 116d. Quest'ultima, tra l'altro, viene ancora una volta proposta anche nella "pulita" configurazione EfficientDynamics. I motori diesel a 4 cilindri sono a loro volta derivati dal tre cilindri diesel e consistono nel nuovo 2 litri a gasolio B47 declinato in tre livelli di potenza: 150 CV per la 118d, 190 CV per la 120d e 224 CV per la 125d. Le prime due sono anche disponibili con trazione integrale, mentre per avere la trazione integrale con un motore a benzina l'unica possibilità resta ancora quella di optare per il motore 3 litri turbo N55 della M135i xDrive.
Nell'estate del 2016 si hanno alcuni aggiornamenti per quanto riguarda i motori a benzina: i modelli 120i e 125i vedono infatti l'arrivo dei nuovi motori modulari a 4 cilindri B48, rispettivamente da 184 e 224 CV. Al vertice della gamma, invece, la M135i cede il passo alla M140i, equipaggiata col nuovo 3 litri modulare B58, ancora una volta sovralimentato mediante turbocompressore con potenza massima di 340 CV. Anche la M140i, come il modello che l'ha preceduta, può essere a trazione posteriore o integrale, manuale o automatica.

### Restyling del 2017 e fine produzione

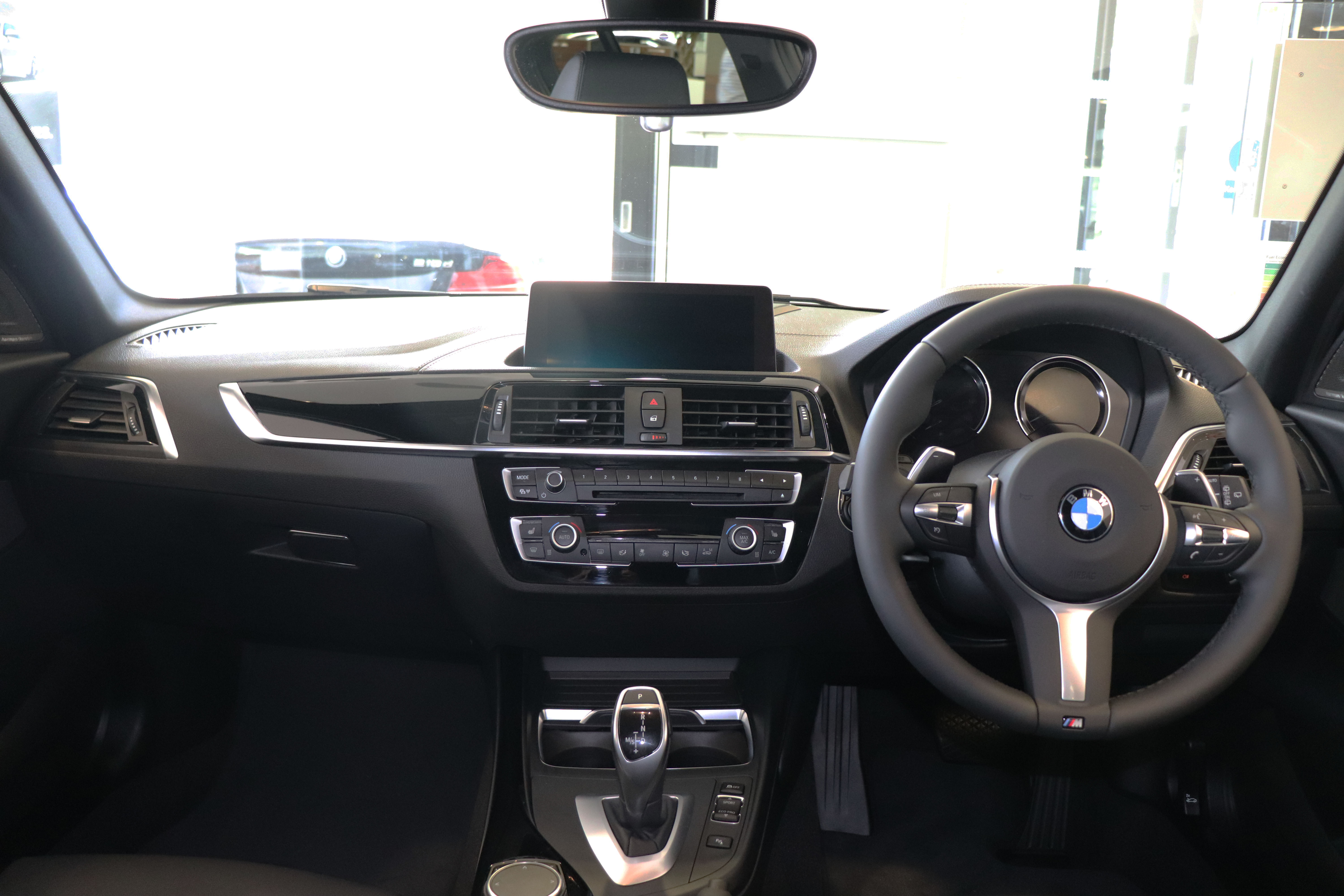
Interni M140i restyling 2017

Nel maggio 2017 la vettura viene sottoposta a un ennesimo aggiornamento, un secondo restyling, questa volta meno marcato e rivoluzionario rispetto a quello del 2015. Esteticamente vi sono cambiamenti di dettaglio con nuovi inserti neri per la carrozzeria e fari bruniti sia anteriori che posteriori; le variazioni più consistenti vi sono negli interni che presentano una nuova plancia e cruscotto ridisegnati con nuovi materiali e finiture. Nessuna novità invece per quanto riguarda la gamma motori.
Nel maggio del 2019 è stata presentata la terza generazione della Serie 1, ragion per cui, tra il giugno e il luglio dello stesso anno, la F20 ha cominciato a scomparire gradualmente dai listini europei. La F20 è stata l'ultima BMW di segmento C con motorizzazioni 6 cilindri, con una variante a 3 porte e con trazione sulle ruote posteriori: infatti il modello successivo condivide il pianale con le coeve Mini, dalle quali eredita anche lo schema meccanico di tipo "tutto avanti".

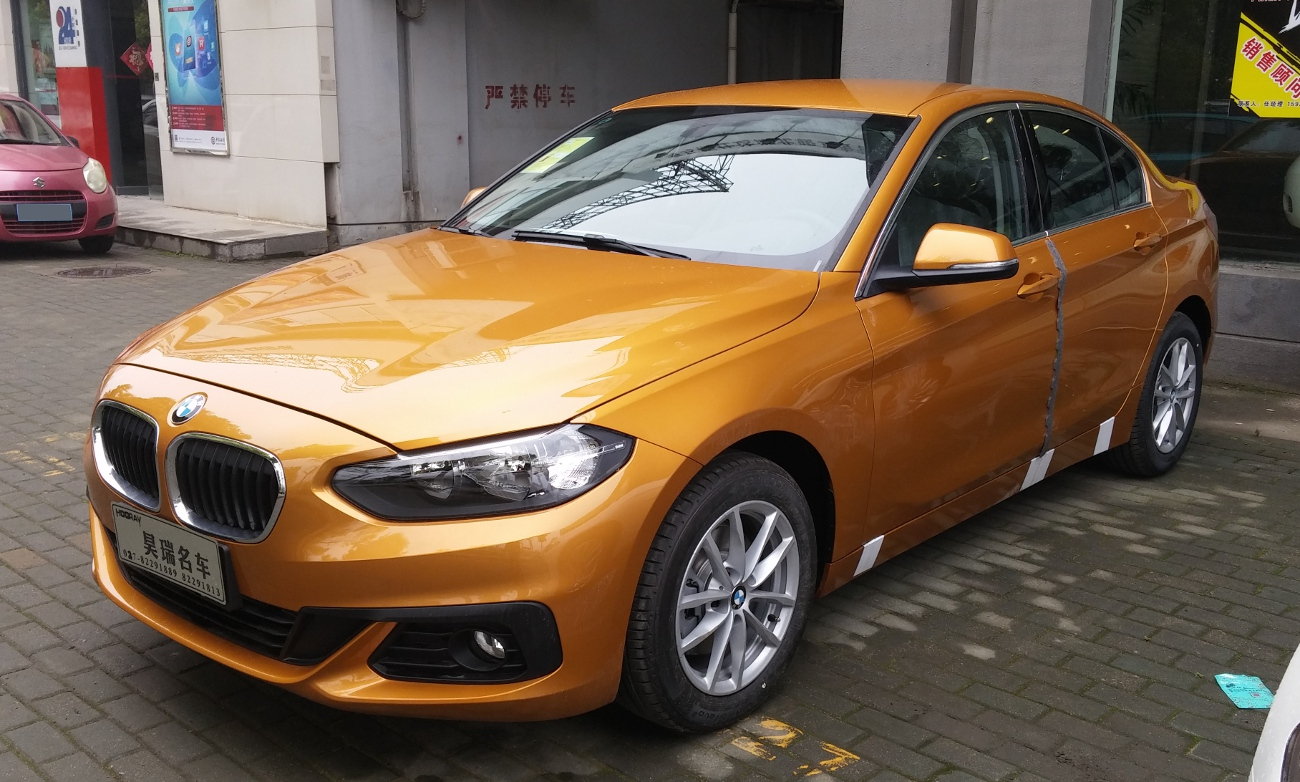
BMW Serie 1 F52 del 2017

### La Serie 1 Sedan
Costruita e venduta dal febbraio 2017 solo per il mercato cinese, nell'estate del 2016 è stato annunciato il lancio di una nuova variante denominata BMW Serie 1 Sedan (con nome in codice BMW F52) e che in pratica si propone come una versione a tre volumi della segmento C bavarese, come fatto dalla Mercedes con la CLA e dalla Audi con la A3 Sedan. L'auto viene prodotta dal costruttore cinese Brilliance, che attraverso una joint-venture con la casa, la produce nella fabbrica di Shenyang. Creata in sinergia tra il centro stile BMW e la casa orientale, la Sedan dimensionalmente si va a collocare tra l'omonima due volumi e la Serie 3, con una lunghezza di 4456 mm, una larghezza di 1803 mm e un'altezza di 1446 mm con un passo assai generoso di 2.670 mm in rapporto alla vettura. Le motorizzazioni, tutte a benzina e turbocompresse, vanno rispettivamente dalla 118i (1,5 litri con 3 cilindri da 136 CV), alla 120i (2.0 litri con 4 cilindri da 192 CV) e alla 125i (2.0 litri con 4 cilindri da 231 cavalli).

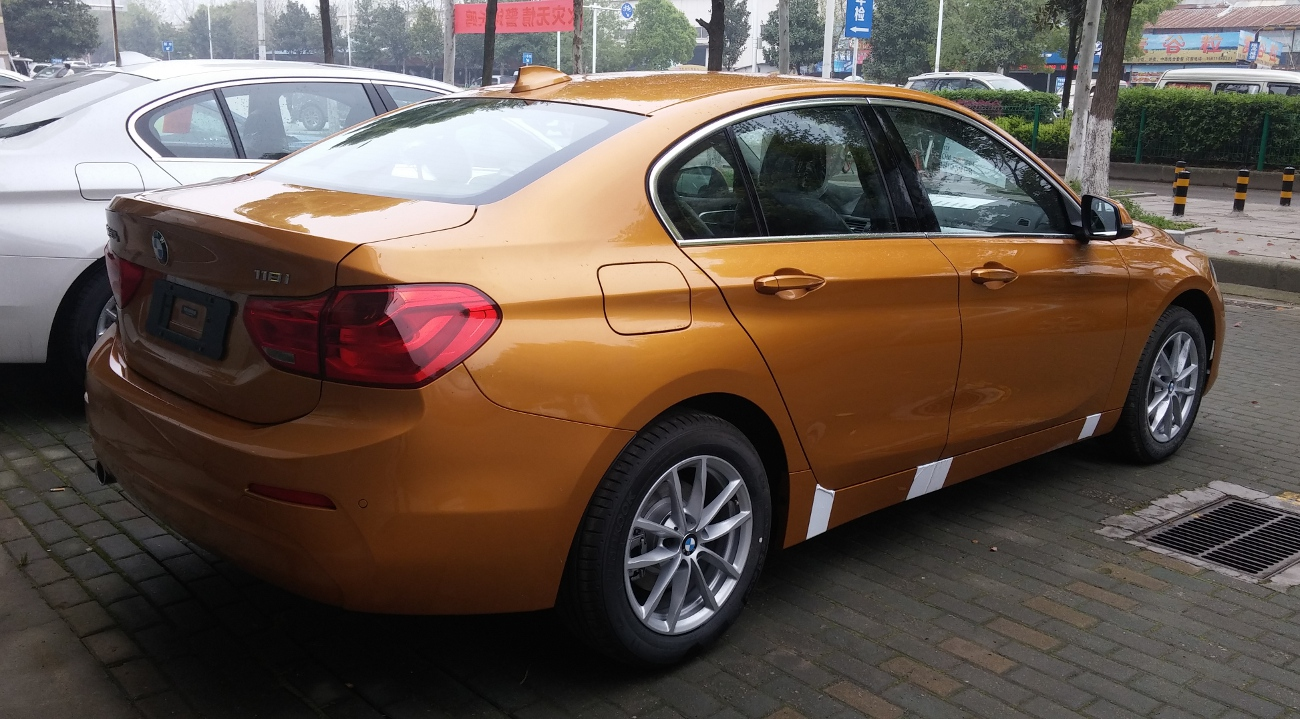
Posteriore di una Serie 1 F52 del 2017

In realtà, sul piano tecnico la vettura non ha niente in comune con la ben più nota 2 volumi a 3 o a 5 porte, in quanto la base tecnica deriva da quella utilizzata dalla Mini di terza generazione ovvero la piattaforma UKL, della quale vengono mantenute soluzioni tecniche come la trazione anteriore e il motore trasversale. Tale pianale aveva già cominciato a essere utilizzato nella produzione BMW, anche in quella prevista per il vecchio Continente, come il lancio, avvenuto nel 2014 e 2015 delle monovolume Serie 2 Active Tourer e Gran Tourer e della seconda generazione del SUV X1, anch'essi con schema tutto avanti. In questo senso, la Serie 1 Sedan va a rappresentare la prima berlina classica della casa dell'elica ad annoverare le ruote anteriori motrici e con propulsore trasversale.

## Riepilogo caratteristiche
Di seguito vengono riepilogate le caratteristiche delle varie versioni previste per la gamma della BMW F20 in Europa.
| Modello | Motore             | Cilindrata cm³     | Potenza CV/rpm     | Coppia Nm/rpm      | Trazione            | Cambio/ N° rapporti    | Massa a vuoto (kg) | Velocità max       | Acceler. 0–100 km/h | Consumo (l/100 km) | Emissioni CO2 (g/km) | Anni di produzione |
| Versioni a benzina | Versioni a benzina | Versioni a benzina | Versioni a benzina | Versioni a benzina | Versioni a benzina  | Versioni a benzina     | Versioni a benzina | Versioni a benzina | Versioni a benzina  | Versioni a benzina | Versioni a benzina   | Versioni a benzina |
| --- | ------------------ | ------------------ | ------------------ | ------------------ | ------------------- | ---------------------- | ------------------ | ------------------ | ------------------- | ------------------ | -------------------- | ------------------ |
| 114i | N13B16             | 1598               | 102/4000           | 180/1100-3900      | P o s t e r i o r e | Manuale 6 marce        | 1.285              | 195                | 11"2                | 5,7                | 132                  | 06/2012-02/2015    |
| 116i | B38B15             | 1499               | 109/ 4500-6000     | 180/ 1250-3900     | P o s t e r i o r e | Manuale 6 marce        | 1.300              | 195                | 10"9                | 5                  | 123                  | 03/2015-07/2019    |
| 116i | N13B16             | 1598               | 136/4400           | 220/ 1350/4300     | P o s t e r i o r e | Manuale 6 marce        | 1.290              | 210                | 8"5                 | 5,5                | 129                  | 09/2011-02/2015    |
| 118i | N13B16             | 1598               | 136/ 4400-6450     | 200/ 1350-4300     | P o s t e r i o r e | Manuale 6 marce        | 1.300              | 210                | 8"5                 | 5,5                | 129                  | 03/2015-06/2016    |
| 118i | N13B16             | 1598               | 170/4800           | 250/ 1500-4500     | P o s t e r i o r e | Manuale 6 marce        | 1.295              | 225                | 7"4                 | 5,9                | 134                  | 09/2011-02/2015    |
| 118i | B38B15             | 1499               | 136/ 4500-6000     | 220/ 1250-4500     | P o s t e r i o r e | Manuale 6 marce        | 1.300              | 210                | 8"5                 | 5,4                | 126                  | 07/2015-07/2019    |
| 120i | N13B16             | 1598               | 177/ 4800-6450     | 250/ 1500-4500     | P o s t e r i o r e | Manuale 6 marce        | 1.300              | 225                | 7"4                 | 5,9                | 139                  | 03/2015-08/2016    |
| 120i | B48B20             | 1998               | 184/5000           | 270/ 1350-4250     | P o s t e r i o r e | Manuale 6 marce        | 1.365              | 230                | 7"1                 | 6                  | 138                  | 08/2016-07/2019    |
| 125i | N20B20             | 1997               | 218/5000           | 310/ 1350-4800     | P o s t e r i o r e | Manuale 6 marce1       | 1.345              | 245                | 6"4                 | 6,6                | 154                  | 03/2012-08/2016    |
| 125i | B48B20             | 1998               | 224/ 5200-6500     | 310/ 1400-5000     | P o s t e r i o r e | Manuale 6 marce1       | 1.400              | 243                | 6"1                 | 6                  | 134                  | 08/2016-07/2019    |
| M135i | N55B30             | 2979               | 320/ 5800-6400     | 450/ 1300-4500     | P o s t e r i o r e | Manuale 6 marce        | 1.425              | 250                | 5"1                 | 8                  | 188                  | 06/2012-02/2015    |
| M135i | N55B30             | 2979               | 326/ 5800-6400     | 450/ 1300-4500     | P o s t e r i o r e | Manuale 6 marce2       | 1.430              | 250                | 5"1                 | 8                  | 188                  | 03/2015-07/2016    |
| M135i xDrive | N55B30             | 2979               | 320/ 5800-6400     | 450/ 1300-4500     | I                   | Aut. Seq. a 8 rapporti | 1.515              | 250                | 4"7                 | 7,9                | 182                  | 06/2012-02/2015    |
| M135i xDrive | N55B30             | 2979               | 326/ 5800-6400     | 450/ 1300-4500     | I                   | Aut. Seq. a 8 rapporti | 1.515              | 250                | 4"7                 | 7,9                | 182                  | 03/2015-07/2016    |
| M140i | B58B30             | 2998               | 340/5500           | 500/ 1500-4500     | P                   | Aut. Seq. a 8 rapporti | 1.470              | 250                | 4"6                 | 7,1                | 163                  | 07/2016-07/2019    |
| M140i xDrive | B58B30             | 2998               | 340/5500           | 500/ 1500-4500     | I                   | Aut. Seq. a 8 rapporti | 1.540              | 250                | 4"4                 | 7,4                | 169                  | 07/2016-07/2019    |
| Versioni diesel |                    |                    |                    |                    |                     |                        |                    |                    |                     |                    |                      |                    |
| 114d | N47D16             | 1598               | 94/4000            | 235/ 1500-2750     | P                   | Manuale 6 marce        | 1.305              | 195                | 10"9                | 4,31               | 1121                 | 09/2012-02/2015    |
| 114d | B37D15A            | 1496               | 94/4000            | 235/1750           | P                   | Manuale 6 marce        | 1.320              | 185                | 12"2                | 3,9                | 102                  | 03/2015-07/2019    |
| 116d Efficient Dynamics4 | N47D16             | 1598               | 116/4000           | 260/ 1750-2500     | P                   | Manuale 6 marce        | 1.305              | 200                | 10"5                | 3,8                | 99                   | 03/2012-02/20154   |
| 116d Efficient Dynamics4 | B37C15U0           | 1496               | 116/4000           | 270/ 1750-2250     | P                   | Manuale 6 marce        | 1.320              | 200                | 10"4                | 3,4                | 89                   | 03/2015-07/2019    |
| 116d | N47D20             | 1995               | 116/4000           | 260/ 1750-2500     | P                   | Manuale 6 marce        | 1.305              | 205                | 10"3                | 4,3                | 114                  | 09/2011-02/2015    |
| 116d | B37C15U0           | 1496               | 116/4000           | 270/ 1750-2250     | P                   | Manuale 6 marce        | 1.305              | 205                | 10"3                | 3,9                | 106                  | 03/2015-07/2019    |
| 118d | N47D20             | 1995               | 143/4000           | 320/ 1750-2500     | P                   | Manuale 6 marce        | 1.320              | 212                | 8"9                 | 4,4                | 115                  | 09/2011-02/2015    |
| 118d | B47B20             | 1995               | 150/4000           | 320/ 1500-3000     | P                   | Manuale 6 marce        | 1.350              | 212                | 8"3                 | 4,3                | 114                  | 03/2015-07/2019    |
| 118d xDrive | N47D20             | 1995               | 143/4000           | 320/ 1750-2500     | I                   | Manuale 6 marce        | 1.410              | 210                | 8"9                 | 4,8                | 126                  | 07/2013-02/2015    |
| 118d xDrive | B47B20             | 1995               | 150/4000           | 320/ 1500-3000     | I                   | Manuale 6 marce        | 1.420              | 210                | 8"4                 | 4,7                | 123                  | 03/2015-07/2019    |
| 120d | N47D20             | 1995               | 184/4000           | 380/ 1900-2750     | P                   | Manuale 6 marce        | 1.345              | 228                | 7"2                 | 4,8                | 119                  | 09/2011-02/2015    |
| 120d | B47D20             | 1995               | 190/4000           | 400/ 1750-2500     | P                   | Manuale 6 marce        | 1.370              | 228                | 7"1                 | 4,5                | 118                  | 03/2015-07/2019    |
| 120d xDrive | N47D20             | 1995               | 184/4000           | 380/ 1900-2750     | I                   | Aut.seq. 8 rapporti    | 1.420              | 228                | 7"2                 | 4,8                | 126                  | 06/2012-02/2015    |
| 120d xDrive | B47B20             | 1995               | 190/4000           | 400/ 1750-2500     | I                   | Aut.seq. 8 rapporti    | 1.450              | 222                | 6"8                 | 4,7                | 124                  | 03/2015-07/2019    |
| 125d2 | N47D20             | 1995               | 218/4400           | 450/ 1500-2500     | P                   | Aut.seq. 8 rapporti    | 1.390              | 240                | 6"5                 | 4,9                | 129                  | 03/2012-02/20152   |
| 125d2 | B47D20             | 1995               | 224/4400           | 450/ 1500-3000     | P                   | Aut.seq. 8 rapporti    | 1.425              | 240                | 6"3                 | 4,7                | 121                  | 03/2015-07/2019    |
| Note: 1Automatico sequenziale ad 8 rapporti a partire dal marzo 2015 (restyling del modello) 2Cambio manuale 6 marce per la versione pre-restyling da 218cv, Solo con cambio automatico ad 8 rapporti per alcuni mercati, tra cui quello italiano, per la F20 restyling 2015 3Automatico ad 8 rapporti per alcuni mercati fra cui quello italiano 4Nel mercato italiano a partire dal 06/2012 |                    |                    |                    |                    |                     |                        |                    |                    |                     |                    |                      |                    |